# Collection des sources du droit suisse
Pour les articles homonymes, voir SDS.
 (août 2019).
Si vous disposez d'ouvrages ou d'articles de référence ou si vous connaissez des sites web de qualité traitant du thème abordé ici, merci de compléter l'article en donnant les références utiles à sa vérifiabilité et en les liant à la section « Notes et références ».
La Collection des sources du droit suisse (SDS), all.: Sammlung Schweizerischer Rechtsquellen (SSRQ), it. Collana Fonti del diritto svizzero (FDS), est une collection d’éditions critiques de documents juridiques historiques (sources du droit), établie sur le territoire de la Suisse actuelle, du haut Moyen Âge jusqu’en 1798.

## Fonctionnement
La collection est éditée par la Fondation des sources du droit de la Société suisse des Juristes. C’est en vue de ce but que la Fondation a été fondée en 1894 sous le nom de Rechtsquellenkommission.
Depuis 1894, plus de cent volumes (et plus de 80 000 pages) de sources ont été publiés sous forme d’éditions critiques.
Les sources primaires sont formées par des manuscrits ou des imprimés précoces sous des formes variées d’après le temps et les régions qui ont été édités et commentés en allemand, français, italien, romanche ou italien. Les apparats critiques sont en allemand, français ou italien. Le but de la collection est de rendre les sources accessibles aux historiens du droit, aux juristes et aux historiens et à des chercheurs d’autres orientations ainsi qu’à des laïcs intéressés. La plupart des volumes plus âgés/moins récents sont pourvus d’un index général; les volumes plus récents sont pourvus de deux index (un index des lieux et personnes ainsi que d’un index des matières).
La collection est organisée selon les cantons actuels (appelés  «parties», numérotées d’après la suite de leur apparition dans la constitution fédérale).
Actuellement (état: février 2011), la collection des Sources du droit suisse contient, dans des mesures différentes, les sources de 17 des 26 cantons suisses. L’édition de la collection est un projet continu, et d’autre volumes sont en préparation. La fondation est soutenue par le Fonds national suisse, de fondations diverses, des cantons, etc.
Depuis 2018, les éditions numériques (XML/TEI) sont disponibles gratuitement en ligne sur le portail de la Collection des sources du droit suisse online. Le 1er mai 2020, la Fondation des sources du droit a fondé l'association e-editiones avec d'autres sociétés d'édition afin de développer conjointement l'outil de publication TEI Publisher, entre autres.

## Présidents
- 1894–1921 : Andreas Heusler
- 1921–1935 : Walther Merz
- 1935–1960 : Hermann Rennefahrt
- 1960–1966 : Jacob Wackernagel
- 1966–1988 : Hans Herold
- 1988–2006 : Claudio Soliva
- Depuis 2006 : Lukas Gschwend

## Littérature
- (de) Peter Blickle, « Ordnung schaffen. Alteuropäische Rechtskultur in der Schweiz. Eine monumentale Edition », Historische Zeitschrift, vol. 268, 1999, p. 121–136.
- (de) Lukas Gschwend, « Die Sammlung Schweizerischer Rechtsquellen, herausgegeben von der Rechtsquellenstiftung des Schweizerischen Juristenvereins: Ein Monumentalwerk rechtshistorischer Grundlagenforschung », Revue de droit suisse, vol. 126/1, 2007, p. 435–457 (PDF).
- (de) Lukas Gschwend, « Rechtshistorische Grundlagenforschung: Die Sammlung Schweizerischer Rechtsquellen », Revue suisse d'histoire, vol. 58/1, 2008, p. 4–19 (http://retro.seals.ch/digbib/fr/view?rid=szg-006:2008:58::3&id=&id2=&id3=).
- (fr) Adrien Wyssbrod: La collection des sources du droit suisse à l’ère numérique, un outil formidable. In: Marco Cavina (Hrsg.): L’insegnamento del diritto (secoli XII–XX) – L’enseignement du droit (XIIe – XXe siècle). Bologna 2019, S. 194–205 ().